# Franz Josef Kohl-Weigand

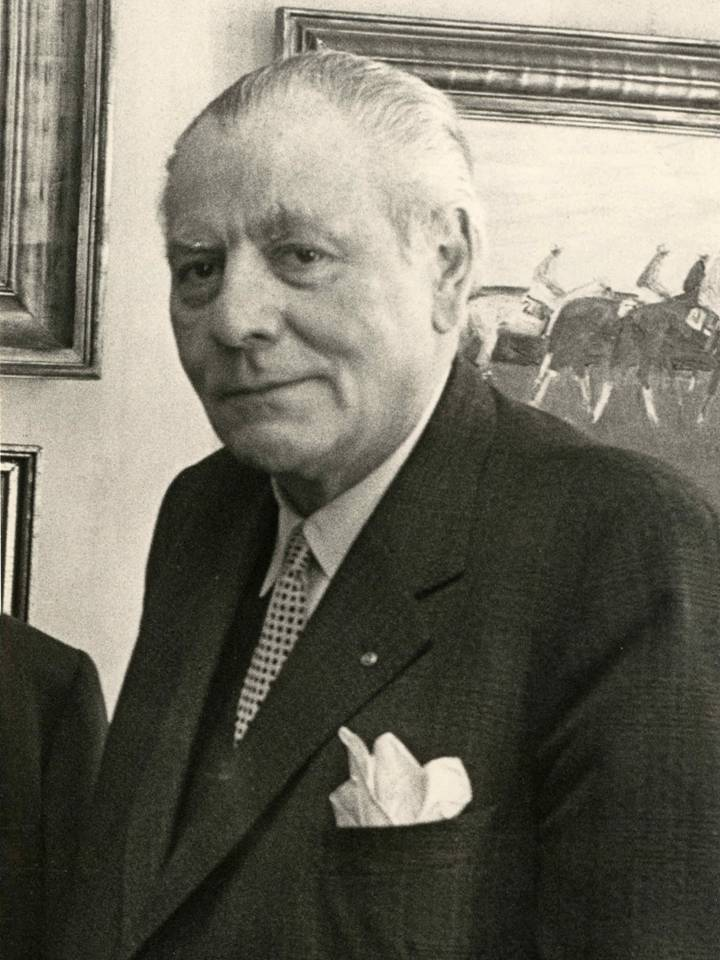
Franz Josef Kohl-Weigand

Franz Josef Kohl-Weigand (* 26. Dezember 1900 in Ludwigshafen am Rhein als Franz Josef Kohl; † 15. März 1972 in St. Ingbert) war ein deutscher Unternehmer, Kunstsammler und Mäzen.

## Biografie
Franz Josef Kohl wurde als erstes Kind des Ludwigshafener Bankdirektors, Kommerzienrats und Förderer der pfälzischen Heimatforschung Heinrich Kohl geboren. Er wuchs in Ludwigshafen am Rhein auf und verbrachte dort seine Jugend. 1930 heiratete er die Tochter Auguste des St. Ingberter Unternehmers Ernst Weigand (Eisenwaren), siedelte nach St. Ingbert um und nahm den Nachnamen Kohl-Weigand an. Ein Jahr später trat Kohl-Weigand in die Geschäftsführung des Unternehmens ein. Nach dem Zweiten Weltkrieg leitete er gemeinsam mit seinem Schwager Fritz Saeftel den Wiederaufbau der Firma „Otto Weigand & Sohn“, baute neue Bürogebäude, Arbeiterwohnungen und Lagerhäuser. 1966 erreichte Kohl-Weigand seinem unternehmerischen Höhepunkt.
Kohl-Weigand brachte sich neben seinem beruflichen Engagement auch in die regionale Geschichts- und Heimatforschung ein. So bekleidete er längere Jahre den Vorsitz des St. Ingberter Heimat- und Verkehrsvereins.
Franz Josef Kohl-Weigand wurde am 20. März 1972 auf dem Alten Friedhof in St. Ingbert bestattet.

## Der Kunstsammler und Mäzen
Neben seiner Tätigkeit als Unternehmer entwickelte sich Kohl-Weigand zu einem profunden Kenner der zeitgenössischen Bildenden Kunst, zu einem Sammler wie auch zu einem Kunstmäzen. Seine Liebe zur Kunst hatte ihm sein Vater Heinrich Kohl vererbt, der sich unter anderem dem Schaffen zeitgenössischer Pfälzer Künstler, insbesondere seines Freundes und Malers Max Slevogt, widmete. Kohl-Weigand baute eine eigene Kunstsammlung auf, deren Schwerpunkt auf den St. Ingberter Künstlern Albert Weisgerber und Fritz Koelle sowie den pfälzer Künstlern Hans Purrmann, Max Slevogt und Carl Johann Becker-Gundahl lag. In besonderer Weise förderte er das Künstlertum des Saarpfälzers Albert Weisgerber, indem er dessen Werke verstärkt sammelte und damit einen wesentlichen Beitrag zur Anerkennung des Künstlers in dessen Nachleben leistete. In Kunstkreisen wurde die Sammlung als „größte Sammlung deutscher Impressionisten  im südwestdeutschen Raum“ bezeichnet. Auch der spätere deutsche Bundeskanzler Helmut Kohl besuchte 1974 Kohl-Weigands Kollektion. In den 1970er Jahren hatte Kohl-Weigands Firma erhebliche Steuerschulden aufgehäuft. Nach Verhandlungen mit den saarländischen Finanzbehörden, an denen auch der seinerzeitige saarländische Ministerpräsident Franz-Josef Röder maßgeblich beteiligt war, übereignete Kohl-Weigand den größten Teil seiner Sammlung dem Saarland und beglich damit seine Steuerschuld. Die Sammlung wurde danach in den Besitz der Stiftung Saarländischer Kulturbesitz übereignet. Ein weiterer Teilnachlass der Sammlung Kohl-Weigand befindet sich im Besitz des St. Ingberter Stadtarchivs.

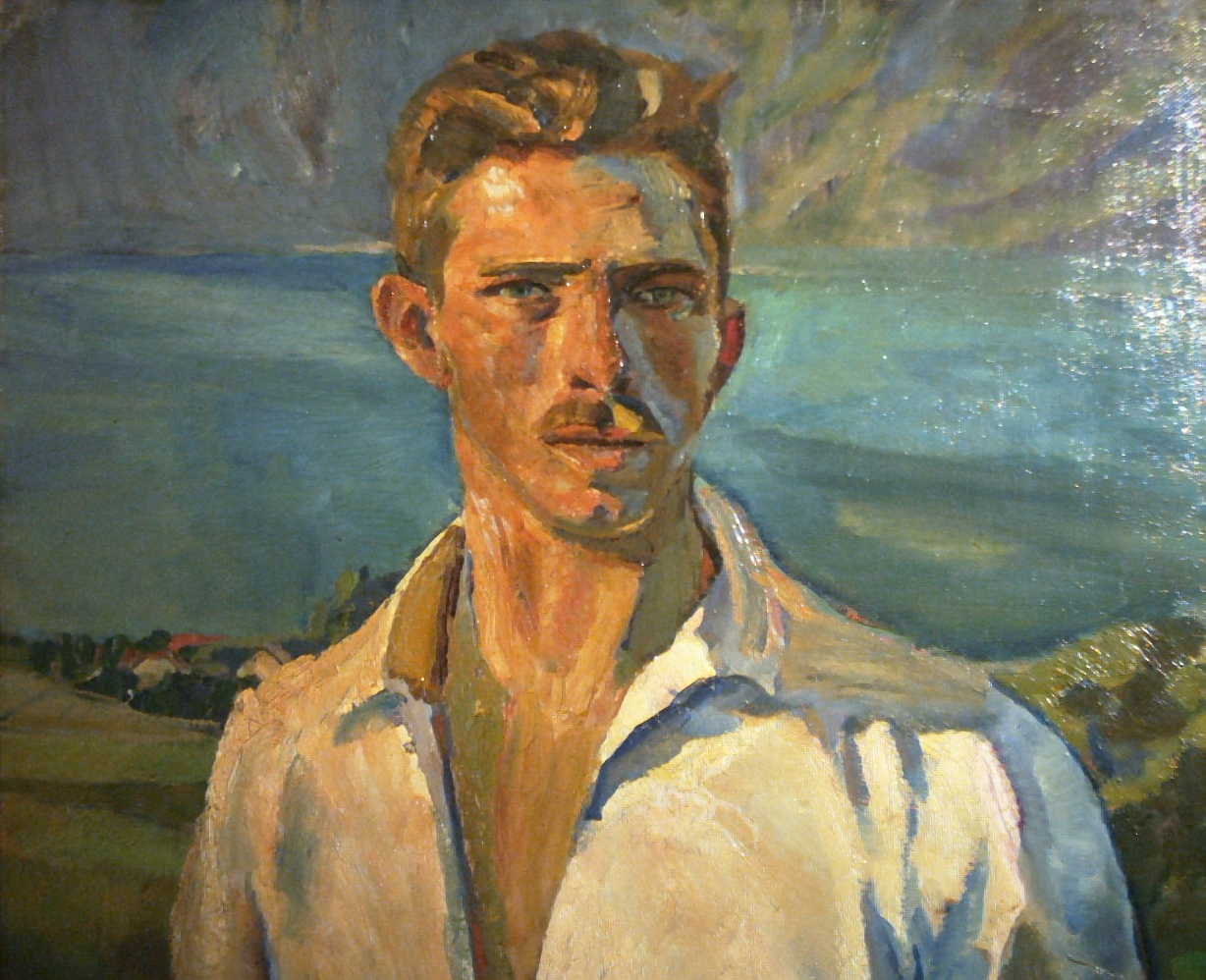
Sammelschwerpunkt: der saarpfälzer Künstler Albert Weisgerber (Selbstporträt, 1911)
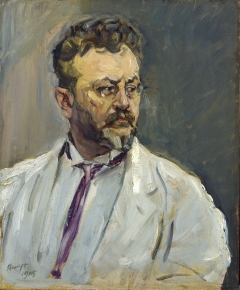
Max Slevogt (Selbstbildnis, 1915)
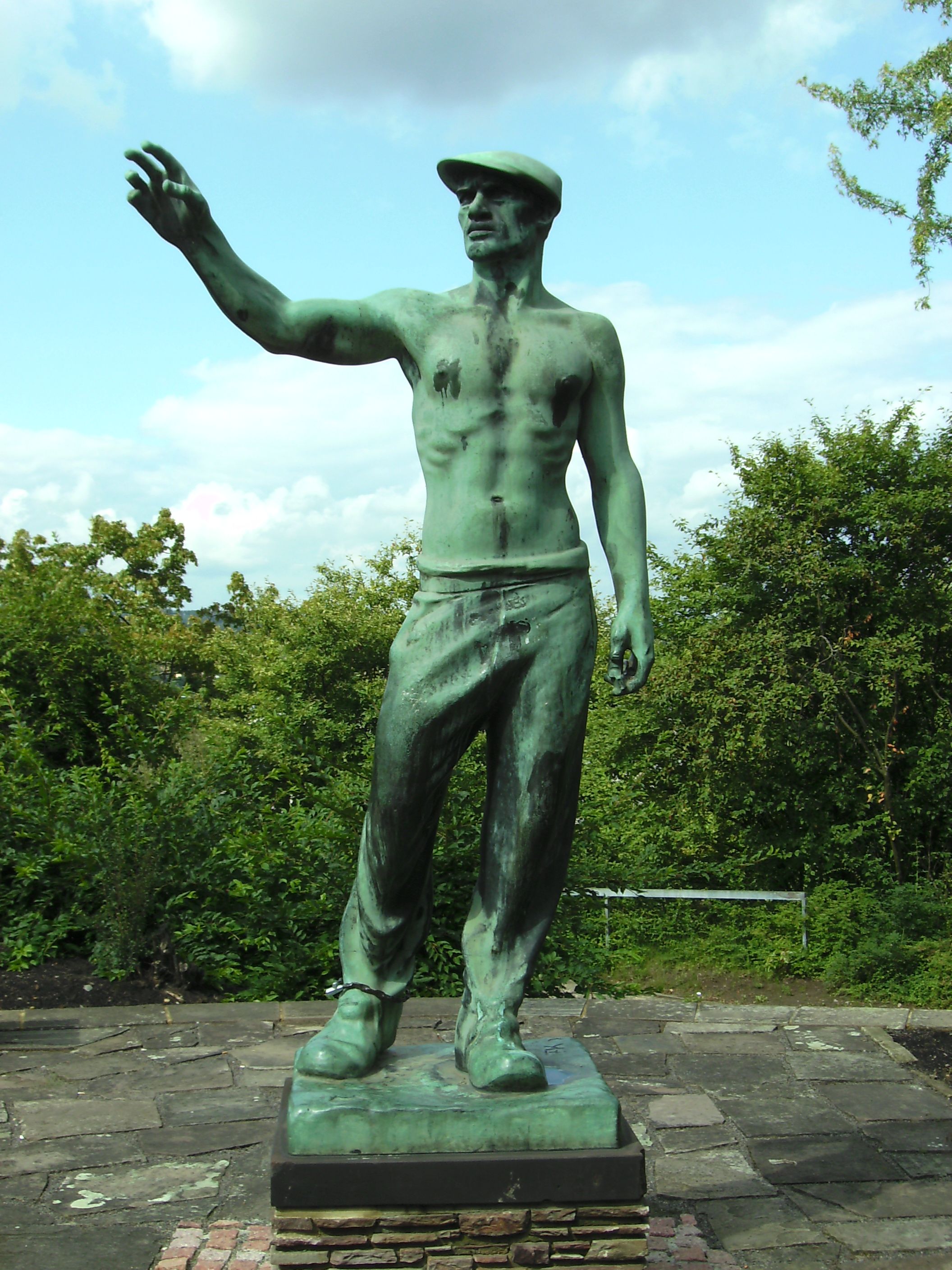
Fritz Koelle: Der Walzmeister (Bronzeplastik)
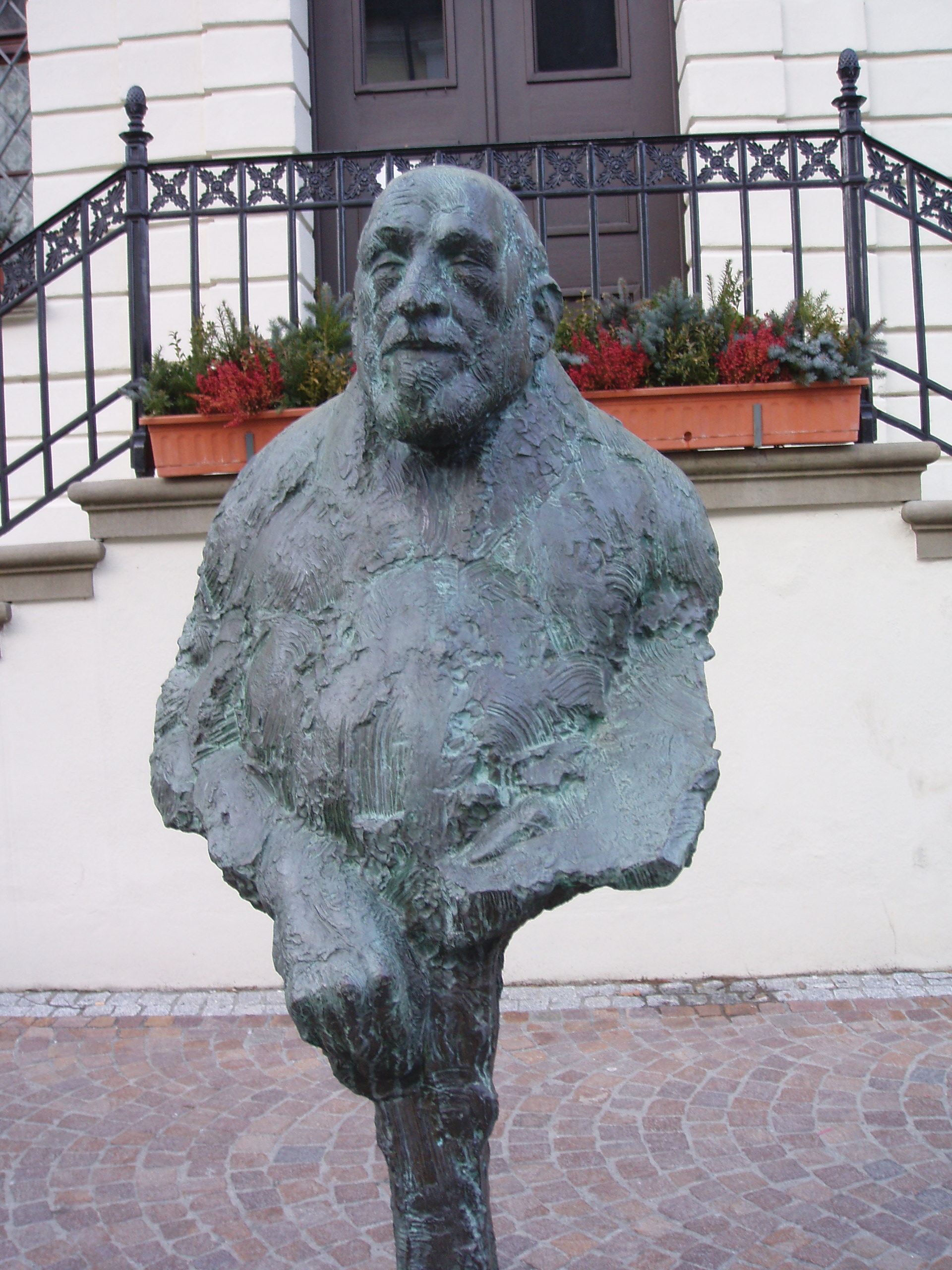
Porträtplastik (Bronze) von Hans Purrmann
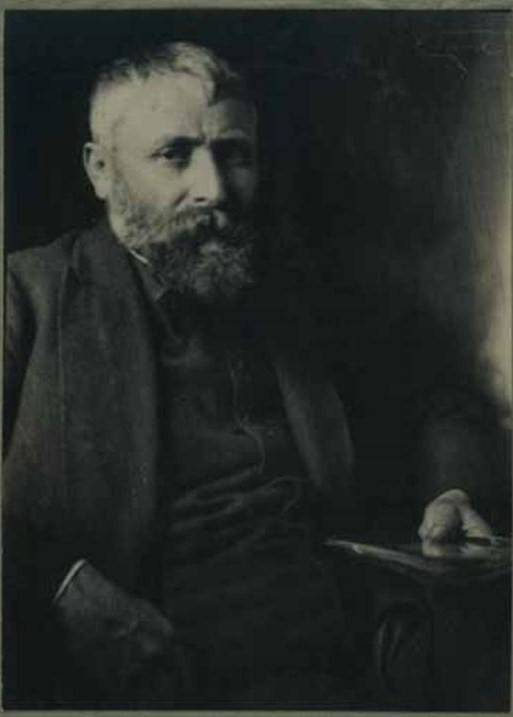
Porträtfoto von Carl Johann Becker-Gundahl

## Ehrungen – Auszeichnungen
- 1960 Ehrenbürger der Gemeinde Ballweiler; Ehrenbürger der Stadt St. Ingbert
- 1961 Verleihung des Bundesverdienstkreuzes 1. Klasse
- 1963 Verleihung der Hans-Thoma-Medaille in Reutlingen
- 1965 Ehrensenator der Johannes-Gutenberg-Universität in Mainz
- 1966 Großes Verdienstkreuz der Bundesrepublik Deutschland
- 1974 Max-Slevogt-Medaille (postum)
- 1980 Benennung der Kohl-Weigand-Straße in St. Ingbert-Mitte[2]

## Das Familienunternehmen

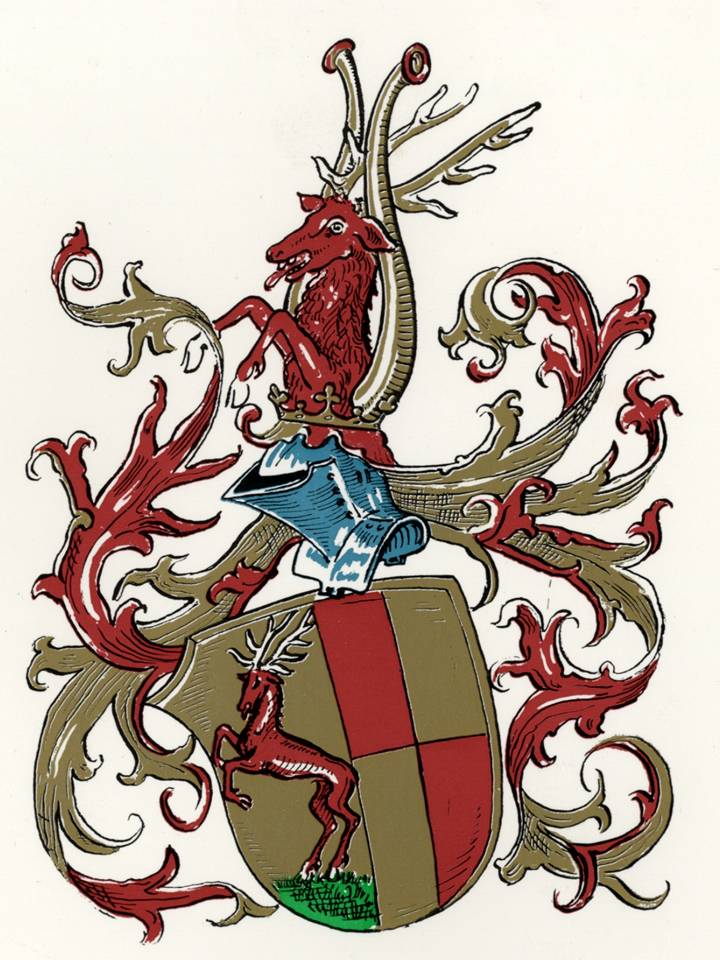
Familienwappen der Unternehmerfamilie Weigand

Logo des Unternehmens Otto Weigand & Sohn anl. des 100-jährigen Bestehens

Die Unternehmerfamilie Weigand siedelte sich 1826, drei Jahre vor der Verleihung der Stadtrechte, in St. Ingbert an. August Joseph Weigand, zuvor Hofapotheker an einem der Höfe der Grafen von Löwenstein-Wertheim, eröffnete im Mai 1826 in der Kaiserstraße die erste Apotheke der Kommune. Der Standort wurde wohl als prosperierend eingeschätzt, da sich die Kohle-, Eisen- und Glasindustrie nachhaltig entwickelte und die Bevölkerung in der Stadt ständig stieg. Aus Weigands Ehe mit Anna Maria Lamarche gingen zwei Söhne hervor. Der älteste Sohn Karl August (1830–1900) führte die Apotheke seines Vaters weiter. Der zweite Sohn Otto Weigand (1839–1910) eröffnete im Jahr 1866 in der St. Ingberter Ludwigstraße die erste Eisenwarenhandlung der Stadt. Weiterhin gründete Otto Weigand im Jahr 1889 gemeinsam mit weiteren Teilhabern die vierte Glashütte in St. Ingbert.
Otto Weigands Sohn Ernst (1874–1949), der den Beruf des Kaufmanns erlernt hatte, trat 1902 als  Achtundzwanzigjähriger in die Führung des Unternehmens ein. Mit seinem Eintritt wurde die Firma in „Otto Weigand & Sohn“ umbenannt und behielt diesen Namen bis zu ihrer Auflösung. Unter der Führung von Ernst Weigand konnte das Unternehmen erheblich ausgebaut werden. Ein wichtiger Schachzug war dabei die Gleisanbindung des Firmengeländes nahe am Güterbahnhof an das nationale und internationale Eisenbahnnetz.
1931, danach 1936 traten Ernsts Schwiegersöhne Franz Josef Kohl-Weigand und Fritz Saeftel in die Geschäftsführung ein. Unter deren Führung konnte die Firma wiederum erheblich expandieren. So betrug die Zahl der Mitarbeiter im Jahr 1941 61 Personen, im Jahr 1956 bereits 120 und im Jahr 1966, dem unternehmerischen Höhepunkt, 200 Mitarbeiter. Mit Kohl-Weigands Sohn Ernst Heinrich (1932–1988) trat 1953 die vierte und letzte Generation in die Firma ein, die Ende der sechziger Jahre ihren langsamen Abschwung erfahren musste. Das Unternehmen „Otto Weigand & Sohn“ wurde im November 1994 aufgelöst.